# الحملة الصليبية الأولى على فنلندا

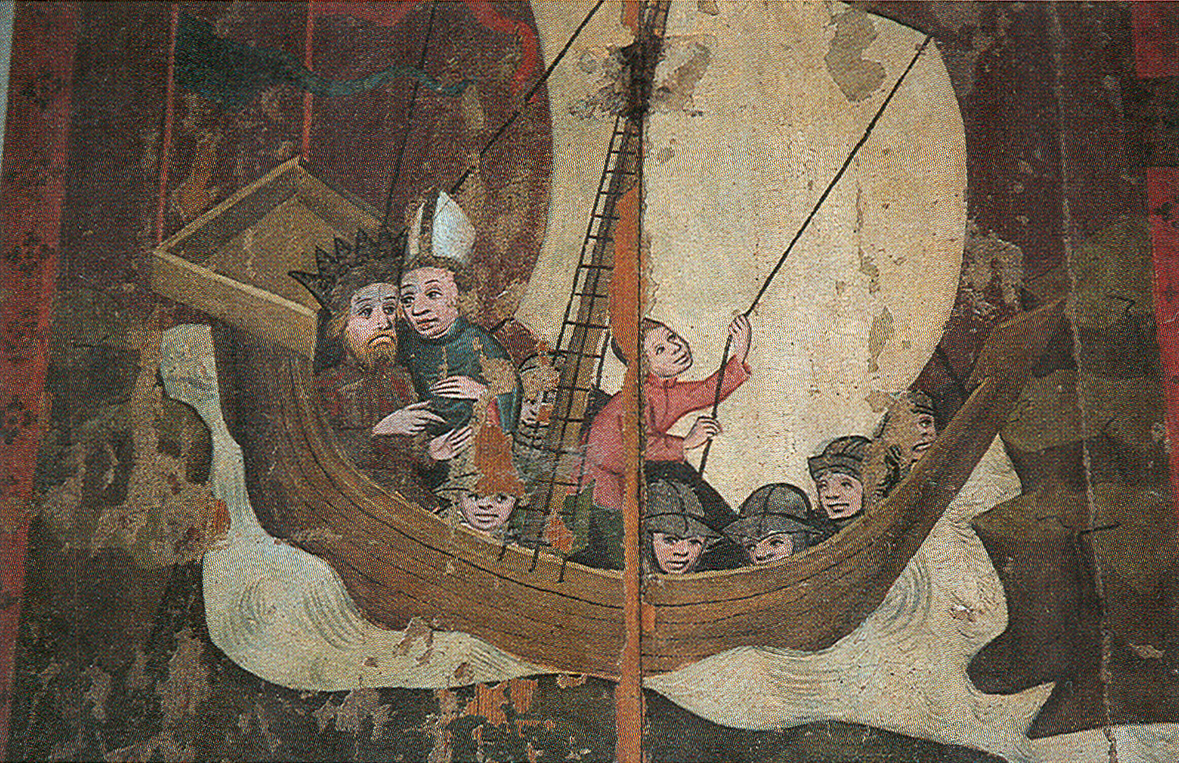

الحملة الصليبية السويدية الأولى على فنلندا (بالفنلندية: Ensimmäinen ristiretki Suomeen) بعثة عسكرية أسطورية يفترض أنها كانت في خمسينات القرن الثاني عشر، ينظر إليها تقليدياً على أنها استيلاء سويدي على فنلندا مع اعتناق الفنلنديين الوثنيين للمسيحية. وفقاً للأسطورة قاد الحملة الصليبية إريك التاسع ملك السويد، ورافقه فيها هنريك أسقف أوبسالا الذي بقي في فنلندا حتى قـُتل فيها لاحقاً.
ناقش الأكاديميون واقعية الحملة الصليبية. لا توجد أية إشارات أثرية تعطي أي دعم لها، ولا يوجد أي مصدر مكتوب من تلك الفترة يصف فنلندا تحت الحكم السويدي قبل نهاية أربعينات القرن الثالث عشر. وعلاوة على ذلك، لا يتم سرد أبرشية وأسقف فنلندا بين نظراءهما السويديين قبل خمسينات القرن الثالث عشر.
في ذلك الوقت، ترأس اليارل مسؤولية الليدونغ. يعني هذا نظرياً أن إريك قاد البعثة قبل أن يصبح ملكاً، أو على الأقل كان مطالباً بالعرش. لم تعط الأساطير سنة محددة للحملة، ومحاولات تحديدها بتاريخ محدد في خمسينات القرن الثاني عشر كلها لا تعدو كونها مجرد تكهنات. كل ما هو معروف عن الملك اريك والأسقف هنريك هو أنهما شغلا على الأرجح مناصب هامة في السويد في وقت ما من منتصف القرن الثاني عشر. يجدر بالذكر أيضاً حقيقة أن الأسقف السويدي المشارك عادة في الحملات الشرقية كان أسقف لينكوبينغ، وليس أسقف أوبسالا.
مع ذلك كان منتصف القرن الثاني عشر زمناً عنيفاً جداً في بحر البلطيق الشمالي، خاض خلاله الفنلنديون والسويديون صراعات متكررة مع نوفغورود. وكجزء من ذلك، لعل بعثة عسكرية سويدية قد وُجهت أيضاً ضد فنلندا. ومن الجدير ذكره خصوصاً القصة القصيرة في أخبار نوفغورود الأولى بأنه في سنة 1142 «أمير» سويدي رفقة وأسقف رفقة أسطول من 60 سفينة نهب ثلاث سفن تجارية نوفغورودية في مكان ما «على الجانب الآخر من البحر»، كان واضحاً أن ذلك تم أمر أكثر أهمية.